# Yu Hanchao
Yu Hanchao (chiń. trad. 于漢超; chiń. upr. 于汉超; pinyin Yú Hànchāo, ur. 25 lutego 1987 w Dalianie) – chiński piłkarz grający na pozycji pomocnika. Od 2020 roku jest zawodnikiem klubu Shanghai Greenland Shenhua.

## Kariera klubowa
Swoją karierę piłkarską Yu rozpoczął w klubie Dalian Iyiteng. W 2003 roku podjął treningi w Liaoning FC. W 2005 roku awansował do kadry pierwszej drużyny, a 22 maja 2005 zadebiutował w chińskiej Super League w zremisowanym 0:0 meczu z Interem Szanghaj. W zespole Liaoning, w którym rozegrał 157 meczów i strzelił 32 gole, grał do końca sezonu 2012.
Na początku 2013 roku Yu zmienił klub i został piłkarzem zespołu Dalian A’erbin. W połowie 2014 przeszedł do Guangzhou Evergrande. W 2014 i 2015 został z nim mistrzem Chin. 18 lipca 2020 podpisał kontrakt z chińskim klubem Shanghai Greenland Shenhua.
| Sezon | Klub                 | Kraj  | Rozgrywki    | Mecze | Bramki |
| ----- | -------------------- | ----- | ------------ | ----- | ------ |
| 2005  | Liaoning FC          | Chiny | Super League | 14    | 1      |
| 2006  | Liaoning FC          | Chiny | Super League | 13    | 0      |
| 2007  | Liaoning FC          | Chiny | Super League | 12    | 1      |
| 2008  | Liaoning Whowin      | Chiny | Super League | 26    | 0      |
| 2009  | Liaoning Whowin      | Chiny | Super League | 21    | 5      |
| 2010  | Liaoning Whowin      | Chiny | Super League | 25    | 7      |
| 2011  | Liaoning Whowin      | Chiny | Super League | 29    | 12     |
| 2012  | Liaoning Whowin      | Chiny | Super League | 19    | 7      |
| 2013  | Dalian A’erbin       | Chiny | Super League | 20    | 3      |
| 2014  | Dalian A’erbin       | Chiny | Super League | 14    | 5      |
| 2014  | Guangzhou Evergrande | Chiny | Super League | 11    | 3      |
| 2015  | Guangzhou Evergrande | Chiny | Super League | 23    | 7      |
| 2016  | Guangzhou Evergrande | Chiny | Super League | 19    | 3      |

## Kariera reprezentacyjna
W reprezentacji Chin Yu zadebiutował 29 maja 2009 w zremisowanym 1:1 towarzyskim meczu z Niemcami.